# できそこないの男たち
『できそこないの男たち』は、分子生物学者、福岡伸一の著書である。2008年10月、光文社新書から出版された。
2007年に第29回サントリー学芸賞を受賞した『生物と無生物のあいだ』と同じく科学史のエピソードをつづりながら、分子生物学の成果を解説する構成である。科学史の分野では、顕微鏡で精子を見たアントニー・ファン・レーウェンフック、Y染色体を発見したネッティー・マリア・スティーブンズ、性決定遺伝子をめぐるデイビド・ペイジ (David C. Page) とピーター・N・グッドフェロー (Peter Goodfellow) の研究の競争が記される。性の分化の経過が詳説されデフォルト＝基本仕様で雌になる生命のプログラムはグッドフェローらの発見したSRY遺伝子のスイッチがオンになることによってオスへの作り変えが行われる。その器官の作り変えは急場しのぎの不細工な仕上がりのところがあると書かれる。さらに性ホルモンが免疫系を傷つけることが、男性の短命を運命付ける可能性が述べられる。さらに遺伝子のうえで男性の行っていることは母親の遺伝子を別の娘に運び、混ぜ合わせることであると述べられる。
最後の2章で、イランの出身の野心的な女性医学者、ヴィジャク・マダービと世界的な心臓研究医、ベルナルド・ナダル＝ジナール夫妻のスキャンダルが女性に利用されたと推測される『男性の悲劇』として取り上げられる。

## 書誌情報
- 『できそこないの男たち』福岡伸一 （著）光文社新書 （2008年10月） ISBN 4334034748